# Olga Gurski
Olga Gurski (firmaba sus obras también: "Gursky" o "Kriukow") fue una artista pintora argentina de origen ucraniano, egresada, en 1929, del Instituto de Bellas Artes de Kiev.
Nació el 18 de marzo de 1902 en la localidad de Korenevo, en aquel entonces Imperio Ruso, aunque provenía de una noble estirpe ucraniana, del escudo de armas Sternberg. El antepasado directo de Olga, se había radiado en Ucrania (región de Chernígov) en el siglo XVIII (conforme con los documentos de la familia Gurski, existentes aún en el archivo de esa ciudad ucraniana, asimismo capital de la provincia del mismo nombre), pero el origen de tal escudo se remonta al siglo XIII, a Moravia, habiendo pasado, en el siglo XVI aprox., a Polonia (Górski) y luego a Ucrania.
Ante el avance de los bolcheviques, Olga Gurski tuvo la prudencia de enterrar los documentos que acreditaban su noble origen, que le habían sido confiados por su padre moribundo, entre ellos varios originales del siglo XVIII, y los desenterró recién durante la Segunda Guerra Mundial, en 1943.
En el mismo año, se dirigió, con su familia (su esposo, el artista pintor ucraniano Boris Kriukow, la hija de ambos, y su anciana madre), hacia el oeste, primero a Leópolis y después a Austria (1944–1948 en Gmunden, Alta Austria). Tomó parte en varias exposiciones colectivas en esa ciudad, en Linz, y en Salzburgo, cosechando críticas sumamente elogiosas.

En 1948 emigró a la Argentina, cuya ciudadanía adoptó. En Buenos Aires, donde tomó residencia, organizaba casi todos los años exposiciones de sus pinturas al óleo en las galerías de arte más prestigiosas, como ser Müller, Van Riel y Whitcomb. Láminas en color de sus naturalezas muertas se publicaban en la revista para mujeres "Para ti".
A raíz de una invitación especial del gobierno de la Provincia de Buenos Aires, se realizó, en 1957, una exposición individual de sus obras en el salón de arte del Hotel Provincial en el famoso lugar de veraneo Mar del Plata.
Después de haber experimentado durante sus años de estudio en el Instituto de Bellas Artes de Kiev y de haber ensayado diversas técnicas en boga en aquel tiempo, del cubismo al surrealismo, se decidió por un estilo que bien se podría definir como "impresionismo tardío". Citando al Prof. Pedro H. Bidart:
"Aunque no podemos precisar cual es la variante que aparezca dentro del estilo figurativo de esta pintora, nos atreveríamos a afirmar, después de seguir la trayectoria de su fecunda producción, que en ella se perfila un estilo propio, con un ritmo inconfundible, donde las armonías que suscita se van diluyendo plácidamente como una melodía de Ravel o un nocturno de Debussy."
Sus temas predilectos eran los retratos, las naturalezas muertas y los paisajes.
Entre los más logrados se pueden mencionar los retratos de su madre, de su hija con un gato en brazos, el de Larysa Bandura, de Teresita Pociello, de Nicolás Holodyk y muchos otros.
Olga Gurski falleció en Buenos Aires, el 19 de abril de 1975, después de haber logrado que salga a luz una monografía que rindiera homenaje a su esposo, el pintor ucraniano-argentino Boris Kriukow, fallecido tres años antes. Ese libro, "Boris Kriukow" (en ucraniano, castellano e inglés), fue publicado en 1970.

## Exposiciones

### Algunas de sus exposiciones
(de las que aún existen catálogos)
- 1943 — Comité Central Ucraniano. Asociación Trabajos de los artistas plásticos ucranianos de Leópolis.
- 1946 — Ukrainische Kunstausstellung (Exposición de arte ucraniano). Salzburgo, 6 al 20 de octubre.
- 1947 — Ausstellung der Berufsvereinigung der bildenden Künstler (Exposición de la Asociación profesional de artistas plásticos. Linz, 29 de agosto al 18 de septiembre.
- 1954 — Galería Müller, Buenos Aires, 23 de agosto al 4 de septiembre (individual).
- 1955 — Galería Müller, Buenos Aires, 5 al 17 de septiembre (individual).
- 1956 — Galería Van Riel, Buenos Aires, octubre (individual).
- 1957 — Exposición individual en el Salón de Arte del Hotel Provincial de Mar del Plata, por invitación del Ministerio de Hacienda, Economía y Provisión (...) del gobierno de la Provincia de Buenos Aires, 15 al 24 de abril.
- 1958 — "Prosvita", Buenos Aires, 6 al 20 de septiembre.
- 1959 — Salón Primaveral de Artes Plásticas. Exposición de los artistas ucranianos en la Argentina. Salones de "Prosvita", Buenos Aires, 3 al 20 de octubre.
- 1965 — Asociación de artistas plásticos ucranianos (...), Nueva York, 2 al 16 de mayo.
- 1965 — Exposición en los salones del Consejo Deliberante de la ciudad de Buenos Aires.
- 1967 — Muestra individual en el Alvear Palace Hotel. Buenos Aires, 23 de mayo al 13 de junio.
- 1968 — Ukrainian National Women's League of America, Branch 64. Nueva York, 20 de octubre al 3 de noviembre.
- 1972 — Ukrainian Women's League (...), Filadelfia, 24 de noviembre al 3 de diciembre.
- 1972 — Haus der Begegnung, Múnich, 15 de noviembre.